# هوش پاپیز
هوش پاپیز (انگلیسی: Hush Puppies) شرکت پوشاک آمریکایی است، که در سال ۱۹۵۸ تأسیس شد.